# Стрежніку
Стрежніку (рум. Strejnicu) — село у повіті Прахова в Румунії. Адміністративний центр комуни Тиргшору-Векі.
Село розташоване на відстані 54 км на північ від Бухареста, 6 км на південний захід від Плоєшті, 86 км на південь від Брашова.

## Населення
За даними перепису населення 2002 року у селі проживали 5343 особи, з них 5342 особи (> 99,9%) румунів. Рідною мовою 5342 особи (> 99,9%) назвали румунську.